# Kim (film)
Kim är en amerikansk film från 1950, baserad på en bok, med samma namn, av Rudyard Kipling. Regissören var Victor Saville.
Det finns också en TV-film från 1984, regisserad av John Howard Davies och med Ravi Sheth som Kim, Bryan Brown som Mahbub Ali och Peter O'Toole som laman.

## Handling
Den föräldralöse engelske Kim arbetar som spion för brittiska imperiet, medan han till synes lever på gatorna som vilken indisk fattig pojke som helst. Kim är road av "det stora spelet", men samtidigt följer han den ovärldslige laman på hans vandringar under sina ferier.

## I rollerna
- Mahbub Ali – Errol Flynn
- Kim – Dean Stockwell
- Laman - Paul Lukas